# Montgomery Bowl
El Montgomery Bowl fue un bowl de fútbol americano universitario que se jugó en diciembre de 2020 en el Cramton Bowl de la ciudad de Montgomery, Alabama propiedad de ESPN Events. En octubre de 2020 los organizadores anunciaron que fue "un sustituto del Fenway Bowl por solo esta temporada."

## Resultados
| Fecha      | Campeón | Campeón | Finalista        | Finalista | Asistencia |
| ---------- | ------- | ------- | ---------------- | --------- | ---------- |
| 23-12-2020 | Memphis | 25      | Florida Atlantic | 10        | 2979       |

## Apariciones

### Por Equipo
| #  | Equipo                | Apariciones | Récord |
| -- | --------------------- | ----------- | ------ |
| T1 | Memphis Tigers        | 1           | 1–0    |
| T1 | Florida Atlantic Owls | 1           | 0–1    |

### Por Conferencia
| Conferencia  | Récord | Récord | Récord | Récord  | Apariciones | Apariciones |
| Conferencia  | J      | G      | P      | Ganados | Perdidos    |             |
| ------------ | ------ | ------ | ------ | ------- | ----------- | ----------- |
| The American | 1      | 1      | 0      | 2020    |             |             |
| C-USA        | 1      | 0      | 1      |         | 2020        |             |

## Jugador Más Valioso
| Año  | Nombre      | Equipo  | Posición | Ref.  |
| ---- | ----------- | ------- | -------- | ----- |
| 2020 | Brady White | Memphis | QB       | [ 3 ] |

## Récords
| Equipo                             | Récord vs. Rival | Año  |
| ---------------------------------- | --- | ---- |
| Más Puntos Anotados                | 35, Memphis vs. Florida Atlantic                                                                                          | 2020 |
| Menos Puntos Permitidos            | 10, Memphis vs. Florida Atlantic                                                                                          | 2020 |
| Mayor victoria                     | 15, Memphis vs. Florida Atlantic                                                                                          | 2020 |
| First downs                        | 24, Memphis vs. Florida Atlantic                                                                                          | 2020 |
| Yardas Terrestres                  | 185, Memphis vs. Florida Atlantic                                                                                         | 2020 |
| Yardas Aéreas                      | 284, Memphis vs. Florida Atlantic                                                                                         | 2020 |
| Más Puntos Anotados (perdedor)     | 10, Florida Atlantic vs. Memphis                                                                                          | 2020 |
| Más Puntos en Conjunto             | 35, Memphis vs. Florida Atlantic                                                                                          | 2020 |
| Menos Yardas Permitidas            | 290, Florida Atlantic vs. Memphis                                                                                         | 2020 |
| Menos Yardas Terrestres Permitidas | 139, Florida Atlantic vs. Memphis                                                                                         | 2020 |
| Menos Yardas Aéreas Permitidas     | 151, Florida Atlantic vs. Memphis                                                                                         | 2020 |
| Individual                         | Nombre, Equipo | Año  |
| Puntos Anotados                    | 18, Brady White (Memphis)                                                                                                 | 2020 |
| Pases de Touchdown                 | 3, Brady White (Memphis)                                                                                                  | 2020 |
| Yardas Terrestres                  | 96, Asa Martin (Memphis)                                                                                                  | 2020 |
| Yardas Aéreas                      | 284, Brady White (Memphis)                                                                                                | 2020 |
| Yardas por Recepción               | 126, Javon Ivory (Memphis)                                                                                                | 2020 |
| Recepciones de Touchdown           | 1, compartido con: Javon Ivory (Memphis) Calvin Austin III (Memphis) Joseph Dorceus (Memphis) TJ Chase (Florida Atlantic) | 2020 |
| Tackleadas                         | 11, Quindell Johnson (Memphis)                                                                                            | 2020 |
| Capturas                           | 1.0, compartido con: Thomas Pickens (Memphis) Jaylon Allen (Memphis)                                                      | 2020 |
| Intercepciones                     | 1, compartido con: Thomas Pickens (Memphis) Zyon Gilbert (Florida Atlantic)                                               | 2020 |
| Jugadas Largas                     | Récord, Nombre, Equipo | Año  |
| Pase de Touchdown                  | 7 yds., Brady White a Joseph Dorceus (Memphis)                                                                            | 2020 |
| Regreso de Kickoff                 | 0 yds., Caden Prieskorn (Florida Atlantic)                                                                                | 2020 |
| Regreso de Despeje                 | 2 yds., Calvin Austin III (Memphis)                                                                                       | 2020 |
| Regreso de Intercepción            | 11 yds., Zyon Gilbert (Florida Atlantic)                                                                                  | 2020 |
| Regreso de Fumble                  | 0 yds., compartido con: TJ Carter (Memphis) Evan Anderson (Florida Atlantic) Kelvin Dean (Florida Atlantic)               | 2020 |
| Despeje                            | 53 yds., Matt Hayball (Florida Atlantic)                                                                                  | 2020 |
| Gol de Campo                       | 53 yds., Riley Patterson (Memphis)                                                                                        | 2020 |